# Sidney Govou
Sidney Govou, född 27 juli 1979 i Le Puy-en-Velay, är en fransk fotbollsspelare som spelar för amerikanska FC Miami City i PDL. 

## Klubblagskarriär

### Lyon
Govou gjorde fler än 250 ligamatcher för Lyon sedan han inledde sin professionella fotbollskarriär 1999. När Juninho Pernambucano lämnade Lyon inför säsongen 2009-2010 blev Govou utsedd till lagkapten. Mellan 2002 och 2008 blev Govou fransk mästare sju år i rad med Lyon. 

### Panathinaikos
Den 2 juli 2010 skrev Govou på ett treårskontrakt med grekiska Panathinaikos. Den 14 september gjorde han mål mot Barcelona på Camp Nou i Uefa Champions League. Han släpptes på free transfer den 2 juli 2011. 

### Évian TG
Den 5 juli 2011 värvades Govou av Évian TG, nykomlingarna i Ligue 1, och skrev på ett tvåårskontrakt.

## Landslagskarriär
Govou debuterade i det franska landslaget 2002 och har deltagit i två EM-turneringar (EM 2004 och EM 2008) och två VM-turneringar (VM 2006 och VM 2010).